# 斉のクーデター (紀元前860年)
紀元前860年の斉のクーデター（せいのクーデター）は、斉の公族の姜山が異母弟である胡公に対して起こしたクーデター。胡公はこれにより殺害された。胡公は周王朝によって斉の公爵（君主）に任命され支持されていた。周王室は斉に懲罰という意味合いの遠征に踏み切ったが、献公（姜山）の公位の奪還に失敗した。姜山は後に献公として知られ、斉を7・8年間統治した。

## 歴史
紀元前862年、周の懿王は多くの諸侯を王都に召喚した。その中には当時の斉公であった哀公も含まれていた。隣国の統治者、紀侯が周懿王に讒言したことにより、懿王は哀公を釜茹での刑に処した。懿王はその後、哀公の異母弟である姜静（後の胡公）を斉の新しい支配者として任命した。しかし、胡公は血統と自身の権力欲によって、統治は正当性の問題に苦しんでいたとされる。特に、哀公の同母兄弟である姜山は胡公の支配に憤慨し、異議を唱えた。
おそらく、不安定な権力基盤と他の公族との緊張した関係のために、胡公は国都を営丘から薄姑に遷都した。しかし、この遷都は結果として胡公の陰謀を支持していた営丘の市民の心離れを招くこととなった。姜山は紀元前860年にクーデターを起こし、徒党と営丘の人々を率いて胡公への奇襲をかけ、打ち負かして殺した。後の報告によると、胡公は薄姑近くの具水で斉の大夫の騶馬繻によって溺死したとされている。その後、姜山は斉公として即位して、後に献公と呼ばれた。しかしこのクーデターは、胡公を支配者として任名した周王朝との対立を引き起こすこととなった。
白川静・エドワード・ルイス・ショーネシー・李峰等の中国学者は五年師史簋に基づいて、夷王は紀元前860年に、師史の下で斉に対して懲罰的な意味合いの遠征軍を派遣し、献公を公位から引きずり落とそうとしたと結論付けた。しかし、史書の記載によると献公はさらに7〜8年間支配し続けたため、李峰は周王朝軍の遠征が失敗し、周王朝が一諸侯に過ぎない「斉軍によって屈辱的な敗北を経験した可能性がある」と考えている。その後、献公は紀元前859年に胡公の息子を斉の国外に追放し、その後の首都を営丘に戻した。

## 余波
李峰は、紀元前860年のこのクーデターを、穆王の統治後の周王朝の弱体化と国内の混乱の徴候であると考えている。また、反周王朝の反乱軍を追い払うことにも失敗している。
一方、胡公の息子の一人が紀元前816年に献公の孫である厲公に対する反乱を引き起こしているため、胡公と献公の対立は紀元前859年に終わっていなかったと考えられている。しかし、戦いの過程で、厲公と胡公の子の両方が死んで、厲公の息子である文公が公位を継承し、最終的に勝利した体となっている。